# Carlos Cortijo
Carlos Alfonso Cortijo McCubbin (Lima, 22 de agosto ) es un exfutbolista y entrenador peruano. Actualmente dirige a  club santa Elena-Sumpa de la segunda categoría profesional de Ecuador

## Trayectoria

### Carrera como jugador
En 1986, Carlos Cortijo debutó en la profesional con el Deportivo Municipal antes de pasar al año siguiente al Deportivo AELU. Posteriormente emigró a Venezuela, pasando por equipos como Deportivo Galicia y Deportivo Lara, consiguiendo el mejor gol del mes en el Venezuela Deportivo Táchira vs Galicia de Caracas el 26 de Noviembre Estadio Pueblo Nuevo ante 39 mil espectadores, anotado en el minuto 45 al portero uruguayo Francovich, bajo la Dirección técnica de Lino Alonso. Fue invitado por el Director Técnico, Raffa Santana para nacionalizar como criollo para la selección venezolana SUB 23 pero su participación en Perú FIFA no concede la autorización.
En 1992 regresa al Perú y luego de algunas experiencias en la 1era división  profesional, Octavio Espinosa (Ica) y CNI (Iquitos), finaliza su carrera como jugador en 1999 Club Círculo Italiano (Lima).3era División peruana 
Entre 1986 Preseleccion Sub 20 y 1987 fue preseleccionado Sub 23.  
1988 convoca a la Selección Joven Partido Internacional contra selección Olímpica de Canada.
En 1988 es Seleccionado Nacional Eliminatorias de Mundial Juvenil de Arabia Saudita con la  selección de Perú sub-20 compartiendo con jugadores como Juan Reynoso, Mágico Gonzales, Alfonso Yáñez entre otros, enfrentado internacionalmente contra Chile, Argentina, Con rivales como Diego Simeone (Italia 90), Diego latorre, Bonano (Real Madrid) Gamboa (Real Madrid) Rodrigo barrera (Universidad Católica) entre otros.

### Carrera de Director Técnico
Inicia Como segundo Entrenador con el director Técnico Cesar "Chalaca "Gonzales Hurtado desde el Año 2003 hasta el 2009 En liga 1 y 2 del Perú
Especializándose de entrenador de Manera Individual, Carlos Cortijo debuta oficialmente en la Dirección Técnica con el Sport Victoria de ICA en tercera división, aunque su debut en Segunda División la había hecho unos años antes, tomando las riendas de la Universidad San Marcos en el año 2007 y Club Unión de campeones 2005 como entrenador interino. Liga 2 Posteriormente ganó dos Títulos campeón en segunda división, en 2014 al frente del Deportivo Municipal, luego en 2015 con Comerciantes Unidos Considerado Único Técnico Bicampeón de la Segunda División Peruana  
También tuvo la oportunidad de dirigir a otros residentes de Segunda División pero con un éxito relativo, Chankas FC Semifinalista incluido al Juan Aurich en 2018 semifinalista. En 2019 entrenó al Pirata Fútbol Club en primera división.  Sin embargo, continuó en 2020 dirigiendo esta vez en segunda división.
Entre 2021 y 2024 dirigió sucesivamente a Unión Comercio perdiendo por penales el paso a la final, Deportivo Coopsol, club Juan Aurich salvando el descenso y León de Huánuco, Club Ada de cajabamba, la Joya de Lambayeque, Club Real Independiente en la actualidad en Etapas Nacionales del Perú 
2024 fue considerado en la nómina para Director técnico en el Cf Tigres de ecuador del Futbol Ascenso profesional del Ecuador  
2024 Campeón con león de Huánuco FC en el Torneo Amarillis - Huanuco, Copa Perú, Sub Campeón De la Provincia de Huanuco 
Clasificado a la Etapa Departamental de Huánuco como Sub campeón provincial al torneo al ascenso profesional Peruano perdiendo por penales . 
Mantiene un récord de juegos dirigidos en la segunda división del Perú desde el 2005 Unión de campeones Técnico Profesional en adelante ahora llamada liga 2 profesional y también un invicto de 32 partidos con el club Sport Victoria de ICA en la Copa Perú desde la Etapa Distrital  hasta la Etapa Nacional 2010
2024  dirijio al club Real Independiente de Huacho Campeón de lima participando en el torneo Nacional del ascenso entre los 50 mejores equipos del Perú.
Actualmente 2025  dirije al club Santa Elena- Sumpa de ecuador , que juega la segunda categoría profesional el cual equivalente a la liga 3 del fútbol de dicho país del norte .
Institución con logros en el fútbol de ascenso con participación en la copa Ecuador 

## Clubes
| Club                | País      | Año       |
| ------------------- | --------- | --------- |
| Deportivo Municipal | Perú      | 1986      |
| Deportivo AELU      | Perú      | 1987      |
| Deportivo Galicia   | Venezuela | 1988-1990 |
| Deportivo Lara      | Venezuela | 1991      |
| CNI de Iquitos      | Perú      | 1992      |
| Octavio Espinosa    | Perú      | 1993      |

## Estadísticas

### Como entrenador
| Sport Victoria · Perú      | 3.ª                 | 2010                | -   | -  | -  | -  | 4 | 1 | 1 | 2 | - | - | - | - | - | - | - | - | 4   | 1  | 1  | 2  | 43.91% |
| Deportivo Municipal · Perú | 2.ª                 | 2014                | 30  | 18 | 7  | 5  | - | - | - | - | - | - | - | - | - | - | - | - | 30  | 18 | 7  | 5  | 43.91% |
| Deportivo Municipal · Perú | Total               | Total               | 30  | 18 | 7  | 5  | - | - | - | - | - | - | - | - | - | - | - | - | 30  | 18 | 7  | 5  | 43.91% |
| Comerciantes Unidos · Perú | 2.ª                 | 2015                | 9   | 7  | 1  | 1  | - | - | - | - | - | - | - | - | - | - | - | - | 9   | 7  | 1  | 1  | 43.91% |
| Cultural Santa Rosa · Perú | 2.ª                 | 2016                | 24  | 9  | 6  | 9  | - | - | - | - | - | - | - | - | - | - | - | - | 24  | 9  | 6  | 9  | 43.91% |
| Cultural Santa Rosa · Perú | Total               | Total               | 24  | 9  | 6  | 9  | - | - | - | - | - | - | - | - | - | - | - | - | 24  | 9  | 6  | 9  | 43.91% |
| Sport Victoria · Perú      | 2.ª                 | 2017                | 27  | 10 | 7  | 10 | - | - | - | - | - | - | - | - | - | - | - | - | 27  | 10 | 7  | 10 | 43.91% |
| Sport Victoria · Perú      | Total               | Total               | 27  | 10 | 7  | 10 | - | - | - | - | - | - | - | - | - | - | - | - | 27  | 10 | 7  | 10 | 43.91% |
| Juan Aurich · Perú         | 2.ª                 | 2018                | 34  | 17 | 5  | 12 | - | - | - | - | - | - | - | - | - | - | - | - | 34  | 17 | 5  | 12 | 43.91% |
| Comerciantes Unidos · Perú | 2.ª                 | 2019                | 9   | 3  | 2  | 4  | - | - | - | - | - | - | - | - | - | - | - | - | 9   | 3  | 2  | 4  | 43.91% |
| Comerciantes Unidos · Perú | Total               | Total               | 18  | 10 | 3  | 5  | - | - | - | - | - | - | - | - | - | - | - | - | 18  | 10 | 3  | 5  | 43.91% |
| Pirata · Perú              | 1.ª                 | 2019                | 8   | 1  | 2  | 5  | - | - | - | - | - | - | - | - | - | - | - | - | 8   | 1  | 2  | 5  | 50%    |
| Pirata · Perú              | 2.ª                 | 2020                | 9   | 4  | 3  | 2  | - | - | - | - | - | - | - | - | - | - | - | - | 9   | 4  | 3  | 2  | 100%   |
| Pirata · Perú              | Total               | Total               | 17  | 5  | 5  | 7  | - | - | - | - | - | - | - | - | - | - | - | - | 17  | 5  | 5  | 7  | 57.15% |
| Unión Comercio · Perú      | 2.ª                 | 2021                | 18  | 10 | 3  | 5  | - | - | - | - | - | - | - | - | - | - | - | - | 18  | 10 | 3  | 5  | 43.91% |
| Unión Comercio · Perú      | Total               | Total               | 18  | 10 | 3  | 5  | - | - | - | - | - | - | - | - | - | - | - | - | 18  | 10 | 3  | 5  | 43.91% |
| Deportivo Coopsol · Perú   | 2.ª                 | 2022                | 7   | 2  | 2  | 3  | - | - | - | - | - | - | - | - | - | - | - | - | 7   | 2  | 2  | 3  | 43.91% |
| Deportivo Coopsol · Perú   | Total               | Total               | 7   | 2  | 2  | 3  | - | - | - | - | - | - | - | - | - | - | - | - | 7   | 2  | 2  | 3  | 43.91% |
| Juan Aurich · Perú         | 2.ª                 | 2022                | 12  | 3  | 2  | 7  | - | - | - | - | - | - | - | - | - | - | - | - | 12  | 3  | 2  | 7  | 43.91% |
| Juan Aurich · Perú         | Total               | Total               | 46  | 20 | 7  | 19 | - | - | - | - | - | - | - | - | - | - | - | - | 46  | 20 | 7  | 19 | 43.91% |
| Total en su carrera        | Total en su carrera | Total en su carrera | 187 | 84 | 40 | 63 | 4 | 1 | 1 | 2 | - | - | - | - | - | - | - | - | 191 | 85 | 41 | 65 | 49.18% |
| 1. 2.                      |                     |                     |     |    |    |    |   |   |   |   |   |   |   |   |   |   |   |   |     |    |    |    |        |

#### Resumen estadístico
| Competición              | Partidos | Ganados | Empatados | Perdidos | Rendimiento                                   |
| ------------------------ | -------- | ------- | --------- | -------- | --------------------------------------------- |
| Primera División de Perú | 8        | 1       | 2         | 5        | 20.83%                                        |
| Segunda División de Perú | 179      | 83      | 38        | 58       | 45.62%                                        |
| Copa Perú                | 190      | 179     | 6         | 5        | Expresión errónea: falta operando para round% |
| Total                    | 369      |         |           |          |                                               |

## Palmarés

### Como Director Técnico

#### Títulos nacionales
| Título           | Club                | País | Año  |
| ---------------- | ------------------- | ---- | ---- |
| Segunda División | Deportivo Municipal | Perú | 2014 |
| Segunda División | Comerciantes Unidos | Perú | 2015 |

2010 Técnico Revelación de la Copa Perú 
2014 Mejor Técnico del Perú en Segunda División
2015 Mejor Técnico del Perú en segunda División 
2021 Técnico Destacado de la Liga 2